# بته ۳۰۸۲۸
سیارک ۳۰۸۲۸ (به انگلیسی: 30828 Bethe، نامگذاری:1990TK4) سی هزار و هشتصد و بیست و هشتمین سیارک کشف شده‌است که در ۱۲ اکتبر ۱۹۹۰ کشف شد.